# ホイットフィールド・ディフィー
ホイットフィールド・ディフィー（英: Bailey Whitfield Diffie、1944年6月5日 - ）は、アメリカ合衆国の暗号理論研究者で、公開鍵暗号の先駆者の1人である。

## 経歴
1965年、マサチューセッツ工科大学から数学の学士号を取得。
ディフィーはマーティン・ヘルマンと共に1976年、New Directions in Cryptography という論文を発表した。これは革新的な暗号鍵配布方法を示したもので、暗号における基本的問題とされていた鍵配布の問題解決に迫るものだった。これは今日、Diffie-Hellman鍵共有として知られている。この論文によって、公開鍵暗号のアルゴリズムの研究開発が公然と行われるようになった。
ディフィーはノーテルネットワークスの Secure Systems Research のマネージャとして勤務し、X.25ネットワークのPDSDセキュリティシステムの鍵管理アーキテクチャを設計した。
1991年、サン・マイクロシステムズの研究所（カリフォルニア州メンローパーク）に移り、暗号の公的側面を主に研究している。2007年5月現在もサンに在籍しており、Chief Security Officer、副社長、サン・フェローなどの肩書きを持つ。
1992年、スイス連邦工科大学から名誉博士号を授与された。マルコーニ財団のフェローでもあり、アイザック・ニュートン研究所の客員フェローでもある。2010年ハミングメダル、2015年チューリング賞をヘルマンと共同受賞している。
1998年の Susan Landau との共著 Provacy on the Line では、盗聴と暗号化の政治学を扱っている。その改訂版が2007年に出版された。
ロンドン大学ロイヤル・ホロウェイ校にある情報セキュリティ部門の客員教授も務めている。2017年王立協会外国人会員選出。